# Victor Gaudard
Victor Gaudard (* 26. Juni 1797 in Echallens; † 24. Mai 1871 in Lausanne, heimatberechtigt in Lausanne, Echallens und Bioley-Orjulaz) war ein konservativer Schweizer Politiker.

## Ausbildung und Beruf
Nach dem Studienabschluss in Naturwissenschaften an der Faculté de Paris, wurde Gaudard Rebbauinspektor. Später war er als Vermessungskommissar und als Auktionator aus. In der Schweizer Armee war er Hauptmann im Stab der Genietruppen.

## Politische Karriere
1831 wurde Gaudard Beisitzer des Friedensgerichts und wurde im selben Jahr als Grossrat des Kantons Waadt gewählt. Ein Jahr später wurde er in den Gemeinderat von Lausanne gewählt, blieb dort jedoch nur bis 1833 im Amt. Von 1848 bis 1857 war er Stadtpräsident und wehrte sich gegen den Beschluss der waadtländischen Regierung, welche die Stadt unter Verwaltungsaufsicht stellen wollte. Unmittelbar nach seiner Zeit als Stadtpräsident war er wieder im Gemeinderat tätig und blieb dort auch bis ins Jahr 1861. Zwischenzeitlich hat er seit 1849 im Grossrat eine Pause eingelegt. Im Jahr 1862 wurde er wieder in den Grossrat gewählt und ein Jahr später auch wieder in den Gemeinderat. Beide Ämter führte er bis 1871 aus.